# Васильевское сельское поселение (Крым)
Васильевское се́льское поселе́ние (укр. Василівське сільське́ посе́лення, крымскотат. Васильевка кой юрту, Vasilyevka köy yurtu) — муниципальное образование в Белогорском районе Республики Крым России.
Административный центр — село Васильевка.

## География
Расположено в северо-восточной части Белогорского района, в переходе предгорья в степную часть Крыма, в средней части долины реки Кучук-Карасу.

## Население
| 2001  | 2014  | 2015  | 2016  | 2017  | 2018  | 2019  |
| ----- | ----- | ----- | ----- | ----- | ----- | ----- |
| 2852  | ↘2329 | ↗2330 | ↘2318 | ↘2309 | ↘2291 | ↘2267 |
| 2020  | 2021  |       |       |       |       |       |
| ↘2262 | ↗2673 |       |       |       |       |       |

## Состав
В состав сельского поселения входят 6 населённых пунктов:
| № | Населённый пункт | Тип населённого пункта       | Население |
| - | ---------------- | ---------------------------- | --------- |
| 1 | Васильевка       | село, административный центр | ↘1331     |
| 2 | Малиновка        | село                         | ↘114      |
| 3 | Некрасово        | село                         | ↘17       |
| 4 | Павловка         | село                         | ↘590      |
| 5 | Пролом           | село                         | ↘177      |
| 6 | Северное         | село                         | ↘100      |

## История
До 1926 года был образован Васильевский сельский совет.
На 15 июня 1960 года в сельсовете числились следующие сёла:

| - Васильевка - Заре́чье - Малиновка | - Некрасово - Павловка | - Пролом - Северное |

Статус и границы Васильевского сельского поселения установлены Законом Республики Крым от 5 июня 2014 года № 15-ЗРК «Об установлении границ муниципальных образований и статусе муниципальных образований в Республике Крым».